# ساتورو ناكامورا
ساتورو ناكامورا (باليابانية: 中村知؛ بالكانا: なかむら さとる) هو مدرس ياباني، ولد في 21 فبراير 1893، وتوفي في 1 مارس 1972.